# Philipp Christoph von der Lancken
Philipp Christoph von der Lancken (* 31. Oktober 1617; † 2. Juli 1677 in Stralsund) war schwedisch-pommerscher Diplomat und Kanzler.
Er war der Sohn des Hofjunkers Rickwan von der Lancken (1587–1625) und dessen Frau Elisabeth, Tochter des Rügener Landvogtes Balzer von Jasmund. Philipp Christoph studierte 1634 an der Universität Greifswald, 1639 an der Sorø Akademi, 1642 an der Universität Rostock und 1645 an der Universität Leiden. 1655 wurde er Regierungsrat in Schwedisch-Pommern. In den Jahren 1662 bis 1664 war er Gesandter für die Herzogtümer Schwedisch-Pommern, Bremen und Verden auf dem Reichstag in Regensburg. Am 25. Oktober 1670 wurde er Kanzler der königlich-schwedischen Regierung in Schwedisch-Pommern.
Philipp Christoph von der Lancken heiratete 1648 Anna Maria, die Tochter des Geheimen Kammer- und Landrates Joachim von Mörder und der Barbara von Schmatzhagen. Der Ehe entstammten drei Söhne und zwei Töchter. 